# Tokyo Yakult Swallows
Tokyo Yakult Swallows ( tiếng Anh: Tokyo Yakult Swallows  là một câu lạc bộ bóng chày chuyên nghiệp tại Nhật Bản. Họ thuộc chi giải Central League thuộc Giải bóng chày chuyên nghiệp Nhật Bản (NPB).
CLB có sân nhà là là sân vận động Meiji Jingu ở quận Shinjuku, Tokyo. Đội hạng dưới của CLB (thuộc Eastern League ) thi đấu tại sân vận động Yakult Toda ở thành phố Toda, tỉnh Saitama.
Trong lịch sử, đội Swallows đã giành 9 lần vô địch Central League, trong đó có 6 lần họ đoạt được danh hiệu vô địch Nippon Series, với một phần hai số danh hiệu này đạt được trong thập niên 1990.
Khi giải đấu tái cơ cấu tổ chức và mở rộng số đội thành viên vào năm 1950, CLB được thành lập với tên gọi Kokutetsu Swallows, thuộc sở hữu của công ti Đường sắt Quốc gia Nhật Bản (JNR hay Kokutetsu). Sau này chủ sở hữu CLB lần lượt qua tay tòa báo Sankei Shimbun và nhà sản xuất sữa chua lợi khuẩn Yakult cho tới nay.
Về biệt danh, cái tên Swallows được cho là lấy cảm hứng ban đầu từ tuyến tàu hỏa Tsubame (燕, chim én) lừng danh trong thập niên 1930 của Kokutetsu. Có một thời gian CLB được gọi là Atoms, nhưng cuối cùng lại quay lại biệt danh Swallows.